# Jacqueline Theodora Kuyck
Jacqueline Theodora Kuyck (Amsterdam, 21 februari 1892 - Garderen, 10 juni 1973) was een Nederlandse verzetsvrouw.
Kuyck wordt geboren op 21 februari 1892 in Amsterdam. Ze besluit op haar 18e om verpleegster te worden. Samen met Antoinette Verkerk runt zij vanaf 1923 een pension, De Lichthoeve, in Santpoort. Omdat Kuyck en Verkerk beiden oud-verpleegsters waren, vangen zij vaak zieken op in het pension. Langzaam verandert het pension in een rusthuis en nog later in een kindertehuis. In 1942 verhuist het kindertehuis naar Garderen, waar al een vakantiehuis van De Lichthoeve stond. Kuyck en Verkerk vangen steeds meer Joodse kinderen op, die er kunnen onderduiken. Ook duiken er andere mensen uit het verzet onder.
Wanneer de Duitsers in oktober 1944 een zoekactie naar verzetsmensen ondernemen, weet Kuyck hier net op tijd van, zodat de verzetsmensen kunnen vluchten. Van de Joodse onderduikers hebben de Duitsers geen weet, en Kuyck en Verkerk slaan expres niet op de vlucht voor de zoekactie naar de verzetsmensen, om geen argwaan op te wekken. Kuyck wordt gearresteerd omdat er wapens op het terrein gevonden worden, maar de Joodse kinderen worden niet gevonden.
Kuyck komt na haar arrestatie vast te zitten in de Koning Willem III-kazerne in Apeldoorn. Van daaruit wordt ze verplaatst naar Kamp Westerbork. Op 14 april 1945 worden de vrouwen bevrijd door de Canadezen.
In 2011 ontvangt Kuyck de Yad Vashem-onderscheiding.
Kuyck overlijdt in 1973 op 81-jarige leeftijd.
- Nederlandse Thesaurus van Auteursnamen: 074761846
- Virtual International Authority File: 724161211646040070003